# Magnitudine aparentă
Magnitudinea aparentă (notată cu m) este o mărime din domeniul astronomiei care caracterizează strălucirea unui corp ceresc așa cum apare el unui observator uman.
Valoarea depinde de strălucirea absolută a obiectului precum și de distanța dintre corpul ceresc și observator. Pentru a caracteriza strălucirea independent de distanță se folosește magnitudinea absolută.
Magnitudinea aparentă se măsoară pe o scară logaritmică, iar o valoare mai mică corespunde unei străluciri mai puternice. O stea de o sută de ori mai strălucitoare decât alta are magnitudinea aparentă cu 5 unități mai mică. Notația pentru magnitudinea aparentă este de obicei de tipul 3,0 m sau {\displaystyle 3^{m}.0}.
Deja în Grecia antică exista o împărțire a stelelor în 6 clase după gradul de strălucire. Prima clasă cuprindea cele mai strălucitoare 15 stele, de la clasa 1 până la clasa 3 erau cca. 150 de stele și până la clasa 6 cca. 5.000. Aceasta este scara logaritmică de magnitudini ale lui Hiparh.

Imagine a nebuloasei Tarantula luată de telescopul VISTA al ESO. Nebuloasa are o magnitudine aparentă de 8 și este înconjurată de obiecte cerești cu magnitudini diverse.

## Istoric
Prima clasare a stelelor în funcție de strălucirea lor își are obârșia în Antichitate în care, în secolul al II-lea î.Hr., astronomul grec Hiparh ar fi realizat un catalog de vreo mie de stele vizibile cu ochiul liber. Scara cuprindea șase „mărimi”: stelele cele mai strălucitoare  sunt de primă mărime, iar stelele mai puțin strălucitoare încă vizibile cu ochiul liber sunt de a șasea mărime. Această metodă de clasare a fost apoi popularizată în Almageste de Ptolemeu, în secolul al II-lea.
În secolul al XVII-lea, Galileo Galilei, care a observat cerul cu luneta sa astronomică, a fost constrâns să creeze o a șaptea mărime pentru a clasa stelele vizibile doar cu instrumentul său. Până în secolul al XIX-lea, noi scări și niveluri intermediare au fost adăugate, puțin câte puțin, scării odată cu îmbunătățirea instrumentelor de observare. Astfel, în anii 1860, catalogul Bonner Durchmusterung număra 324.188 de stele clasate în nouă mărimi. Dar această clasare poate varia foarte mult după judecata observatorilor și, odată cu multiplicarea numărului stelelor și cataloagelor acestora, a devenit necesar să se găsească un procedeu de observare mai puțin subiectiv. Mai multe tehnici au fost puse la punct, dintre care una  dintre cele mai utilizate este fotometrul: el convertește luminozitatea în curent electric care este apoi comparat  cu valori etalon. În ciuda acestei tehnici, diferențele rămân prea mari: a unsprezecea mărime la Friedrich Georg Wilhelm von Struve corespundea celei de-a optsprezecea mărimi la John Herschel și trebuia să se găsească o lege a varierii luminozității aștrilor.
În 1856, Norman Robert Pogson a propus o nouă clasificare în care a înlocuit cuvântul „mărime”, care evocă prea puternic ideea de talie, prin acela de „magnitudine” (care este un sinonim savant). El a remarcat că o stea de primă magnitudine este de 100 de ori mai strălucitoare decât o stea de magnitudinea a șasea. Astfel o scădere a unei magnitudini reprezintă o scădere a luminozității egale cu 5√100, adică circa 2,512. Această nouă scară logaritmică respectă o proprietate fiziologică a ochiului privitoare la sensibilitatea acestuia la lumină (legea Weber-Fechner). Această scară conduce la reclasificarea unui număr de vreo douăzeci de stele de primă magnitudine (Sirius, Vega, Betelgeuse...) ale căror străluciri sunt prea diferite și la crearea de magnitudini negative. Pogson a ales ca punct zero pentru scara sa Polaris (α Ursae Minoris), căreia i-a fixat magnitudinea la 2. Dar apoi astronomii și-au dat seama că Steaua Polară este o stea variabilă și au ales ca nouă referință steaua Vega cu o magnitudine de 0. Însă din nou, s-a dovedit că Vega este ușor variabilă și, din secolul al XXI-lea, astronomii utilizează surse luminoase stabile în laborator, așa cum sunt sistemul Gunn, sistemul STMAG sau magnitudinea AB.

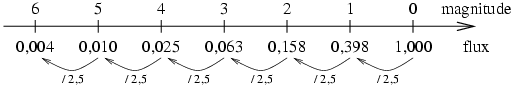
Corespondență între scara magnitudinilor și scara fluxurilor (cantitatea de lumină pe secundă primită pe o unitate de suprafață).

## Formulare analitică
Magnitudinea aparentă {\displaystyle m} se scrie:
{\displaystyle m=-2.5\log _{10}(E)+C=-2.5\log _{10}\left({\frac {L}{4\pi d^{2}}}\right)+C}
unde {\displaystyle E} este emitanța sau strălucirea  stelei în jansky (10–26 W⋅m–2⋅Hz–1) - care se exprimă cu luminozitatea intrinsecă a stelei {\displaystyle L} și distanța dintre stea și Pământ {\displaystyle d} exprimată în metri și unde {\displaystyle C} este o constantă care permite definirea originii scării. Această constantă este fixată de către astronom în momentul observației pentru a-și acorda măsurătorile magnitudinii stelelor standard în raport cu magnitudinile cunoscute ale acestora și înscrise în cataloage.
În cazul în care luminozitatea intrinsecă a stelei este bolometrică, se aplică legea Stefan-Boltzmann care permite să se ajungă la expresia următoare:
{\displaystyle m=-2.5\log _{10}\left({4\pi R^{2}\sigma T^{4} \over 4\pi d^{2}}\right)+C}
unde {\displaystyle R} este raza stelei în metri, {\displaystyle T} temperatura efectivă a astrului în Kelvin, iar {\displaystyle \sigma } constanta Stefan-Boltzmann. 
Formula este mai curent folosită pentru a compara magnitudinile aparente a două obiecte cerești și astfel să se deducă magnitudinea obiectului necunoscut (1) în raport cu aceea a unui obiect cunoscut (2), cum este steaua Vega a cărei magnitudine aparentă este fixată la 0.
{\displaystyle m_{1}-m_{2}=-2.5\log _{10}\left({\frac {E_{1}}{E_{2}}}\right)}

## Măsurarea magnitudinii

### Benzi spectrale
| Bandă spectrală | Bandă spectrală       | Lungime medie de undă (nm) |
| --------------- | --------------------- | -------------------------- |
| U               | ultraviolet           | 367                        |
| B               | albastru              | 436                        |
| V               | vizual (galben-verde) | 545                        |
| R               | roșu                  | 638                        |
| I               | infraroșu             | 797                        |

Magnitudinea nu este măsurată decât într-o mică parte a spectrului electromagnetic denumită bandă spectrală. Valoarea este deci diferită în funcție de banda spectrală aleasă: U (ultraviolet), B (albastru), V (vizual), R (roșu) sau I (infraroșu). Când măsurarea se efectuează pe totalitatea spectrului electromagnetic, este vorba de o magnitudine bolometrică. Ea poate fi obținută aplicând o corecție bolometrică BC la magnitudinea absolută sau aparentă.
Magnitudinea vizuală, notată mv sau direct V, este magnitudinea în banda spectrală V care corespunde cel mai bine sensibilității ochiului uman. Această magnitudine este în general folosită când nu este dată nicio precizare despre banda spectrală observată.
Magnitudinea fotografică, notată mpg, este măurată cu ajutorul unei plăci fotografice mai sensibile la albastru. Astfel, magnitudinea fotografică diferă de magnitudinea vizuală: ea arată stelele albastre mai strălucitoare, iar stelele galbene mai puțin strălucitoare. Din contra, magnitudinea fotovizuală, notată mpv, este măsurată  cu ajutorul unei plăci ortocromatice mai sensibile la galben. Cu filtre adecvate, se obține atunci o magnitudine corespunzătoare cu magnitudinea vizuală. Aceste două metode sunt considerate învechite și au fost înlocuite cu sisteme fotometrice care măsoară magnitudinile pe mai multe benzi spectrale. Cel mai utilizat este sistemul fotometric UBV (sau sistemul Johnson) creat în anii 1950 de către Harold Johnson și William Wilson Morgan.

### Obiecte cerești particulare
Pentru obiectele cerești întinse, cum sunt galaxiile sau nebuloasele, se vorbește mai degrabă de strălucirea de suprafață. Ea se exprimă ca o magnitudine pe unitatea de unghi solid, de exemplu o magnitudine pe secundă de arc la pătrat.
Pentru stelele variabile, adică stelele ale căror strălucire variază în cursul unor perioade mai lungi sau mai scurte, se dau magnitudinile maxime și minime și perioada de variație.
Măsurarea magnitudinii stelelor duble sau a stelelor multiple se referă la magnitudinea totală a sistemului stelar, care nu este egală cu suma magnitudinilor stelelor componente. Dacă se cunoaște numărul stelelor din sistem, este posibil să se diferențieze magnitudinile.. Ele sunt legate prin formula:
{\displaystyle m_{f}=-2{,}5\log _{10}(10^{-0{,}4m_{1}}+10^{-0{,}4m_{2}})},
unde {\displaystyle m_{f}} este magnitudinea totală a sistemului, iar {\displaystyle m_{1}} și {\displaystyle m_{2}} magnitudinile stelelor componente.

### Limita instrumentelor
Magnitudinea limită a unui instrument desemneză cea mai slabă luminozitate observabilă într-o configurație instrumentală și o bandă spectrală date. Magnitudinea limită vizuală este magnitudinea limită într-o bandă spectrală V (vizibilă).
Magnitudinea limită vizuală a ochiului liber este de 6, cea a binoclului de 10, iar cea a marilor telescoape terestre sau a telescoapelor spațiale, cum este Hubble, este de 30. Această limită este fără încetare respinsă și este prevăzut ca Telescopul European Extrem de Mare, în curs de construcție, să aibă o magnitudine limită de 34.

### Absorbția interstelară
Magnitudinea aparentă depinde de luminozitatea intrinsecă a obiectului ceresc și de distanța sa de Pământ. Cu toate acestea, un alt fenomen intră în joc: o parte din lumină este absorbită de praful și de gazele mediului interstelar. Această cantitate absorbită este denumită extincție sau absorbție interstelară notată A. Acest fenomen este mai important în lungimile de undă mari decât în cele mici, adică sunt absorbite mai multe cele albastre decât cele roșii. Acest fapt crează un efect de înroșire care face ca un obiect să pară mai roșu decât în realitate.
Indicele de culoare al unei stele desemnează diferența dintre magnitudinile aparente ale unei stele obținute în două benzi spectrale diferite. Există mai mulți indici în funcție de benzile utilizate: B − V, U − B....

## Relația cu magnitudinea absolută
Magnitudinea absolută este o măsură a iradianței intrinseci a unui obiect creresc, față de magnitudinea aparentă care depinde de distanța la astru și de extincția în direcția de țintă. Pentru un obiect situat în exteriorul Sistemului Solar, ea este definită prin magnitudinea aparentă pe care ar avea-o acest astru, dacă ar fi plasat la o distanță de referință fixată la 10 parseci (circa 32,6 ani-lumină). 
Comparația magnitudinii absolute cu magnitudinea aparentă permite o estimare a distanței obiectului.
{\displaystyle \mu =m-M=5\log _{10}(d)-5}, 
unde {\displaystyle m} este magnitudinea aparentă, {\displaystyle M} magnitudinea absolută, iar {\displaystyle d} distanța exprimată în parseci. Valoarea {\displaystyle \mu }, denumită modul de distanță, este într-un fel o unitate de măsură a distanței (cum sunt anul-lumină și parsecul).

## Magnitudinea aparentă unor obiecte notabile
Format:Lista stelelor după magnitudinea aparentă Format:Lista obiectelor astronomice observabile cu ochiul liber
| Mag. ap. | Corpul ceresc                                                                           |
| -------- | --------------------------------------------------------------------------------------- |
| -26,8    | Soarele                                                                                 |
| -12,6    | Luna plină                                                                              |
| -8,4     | Flash Iridium                                                                           |
| -7,5     | Supernova cea mai strălucitoare: SN 1006 (în anul 1006)                                 |
| −5,3     | Stația Spațială Internațională iluminată din plin la perigeul său                       |
| -4,4     | planeta Venus la strălucire maximă                                                      |
| -2,8     | planeta Marte la strălucire maximă                                                      |
| -1,5     | Sirius, cea mai strălucitoare stea                                                      |
| -0,7     | Canopus, a doua stea in ordinea strălucirii                                             |
| 0,00     | steaua Vega, prin convenție; (în realitate magnitudinea de +0,03)                       |
| +2,00    | Alpha Ursae Minoris (Steaua Polară din Emisfera Nordică)                                |
| +3,0     | limita de observare cu ochiul liber lângă centre urbane                                 |
| +3,4     | Galaxia Andromeda                                                                       |
| +6,0     | limita de observare cu ochiul liber                                                     |
| +12,6    | cel mai luminos quasar                                                                  |
| +13,7    | Pluto (maximum)                                                                         |
| +30      | limita de observare cu Telescopul spațial Hubble                                        |
| +34      | limita de observare așteptată de la Telescopul European Extrem de Mare (în construcție) |